# Edgard Pisani
Edgard Edouard Pisani (Tunis, 9 oktober 1918 – 20 juni 2016) was een Frans politicus.

## Biografie
Pisani werd geboren in Tunis. Zijn familie is van Maltese oorsprong en komt uit Italië. Op achttienjarige leeftijd verhuisde Pisani naar Parijs, waar hij studeerde aan het Lycée Louis-le-Grand, de Sorbonne, het Centre de hautes études administratives en l'Institut des hautes études de Défense nationale. Zijn studies werden onderbroken door de Tweede Wereldoorlog en Pisani werd aanhanger van het Franse verzet. Hij speelde een rol tijdens de verovering van de politieprefectuur van Parijs. Het historisch drama Paris brûle-t-il? (1966) vermeldt dit feit, de rol van Pisani werd vertolkt door acteur Michel Piccoli. In 1944 werd hij de jongste adjunct-prefect van Frankrijk; nadien werd hij prefect van Haute-Loire en Haute-Marne.
Tussen 1954 en 1961 zetelde Pisani een eerste keer in de Senaat voor Gauche Démocratique. Tussen 1961 en 1966 was hij minister van Landbouw in de kabinetten van Michel Debré en Georges Pompidou. In 1966 werd hij minister van Bouwnijverheid. Deze positie bekleedde hij tot 1968. Gedurende zijn ministerschap richtte hij de links-gaullistische partij Mouvement pour la réforme (MPR) op. In 1974 sloot hij zich aan bij de Parti socialiste. Tussen 1974 en 1981 zetelde hij opnieuw in de Senaat. Hij trad af als senator vanwege zijn benoeming tot Franse afgevaardigde bij de Europese Commissie. Pisani kreeg de portefeuille Ontwikkelingssamenwerking.
In 1984 werd Pisani aangesteld als hoge commissaris in Nieuw-Caledonië. Het Franse territorium werd geconfronteerd met gewelddadige botsingen tussen voor- en tegenstanders van onafhankelijkheid. In mei 1985 werd Pisani benoemd tot minister van Nieuw-Caledonië. Samen met premier Laurent Fabius bedacht hij het plan "Fabius-Pisani". Dit plan faciliteerde de verdeling van Nieuw-Caledonië in vier districten en maakte plannen voor een referendum over zelfbeschikkingsrecht.
Hij overleed in 2016 op 97-jarige leeftijd.
- Biblioteca Nacional de España: XX1174049
- Bibliothèque nationale de France: cb11919927r (data)
- Gemeinsame Normdatei: 119104997
- International Standard Name Identifier: 0000 0000 8383 1600
- Library of Congress Control Number: n84188827
- Nationale Bibliotheek van Israël: 987007271095505171
- Nederlandse Thesaurus van Auteursnamen: 071037446
- Parlement.com: vi2glpesxazj
- Istituto Centrale per il Catalogo Unico: BVEV011963
- SNAC: w64s3pqt
- Système universitaire de documentation: 027075176
- Trove: 947839
- Virtual International Authority File: 54152732
- WorldCat: E39PBJqfJmVrdWhCDRCPkrFMyd

 Frans Andriessen ·  Richard Burke ·  Claude Cheysson* ·  Giorgios Contogeorgis ·  Poul Dalsager ·  Étienne Davignon ·  Antonio Giolitti ·  Finn Olav Gundelach** ·  Wilhelm Haferkamp ·  Karl-Heinz Narjes ·  Lorenzo Natali ·  Michael O'Kennedy* ·  François-Xavier Ortoli ·  Edgard Pisani ·  Ivor Richard ·  Gaston Thorn ·  Christopher Tugendhat 
  * afgetreden, ** overleden 
Robert Lemaignen (1958-62) · Henri Rochereau (1962-70) · Jean-François Deniau (1970-73) · Claude Cheysson (1973-81) · Edgard Pisani (1981-85) · Lorenzo Natali (1985-89) · Manuel Marín (1989-95) · Emma Bonino (1995-99) · Poul Nielson (1999-2004) · Louis Michel (2004-09)  · Karel De Gucht (2009-10) · Andris Piebalgs (2010-14) · Neven Mimica (2014-)